# Ferrari Testarossa
El Ferrari Testarossa es un automóvil deportivo Berlinetta de dos puertas biplaza, producido por el fabricante italiano Ferrari entre los años 1984 y 1996. Fue diseñado por el carrocero Pininfarina y presentado en el Salón del Automóvil de París de 1984.

## Desarrollo y diseño

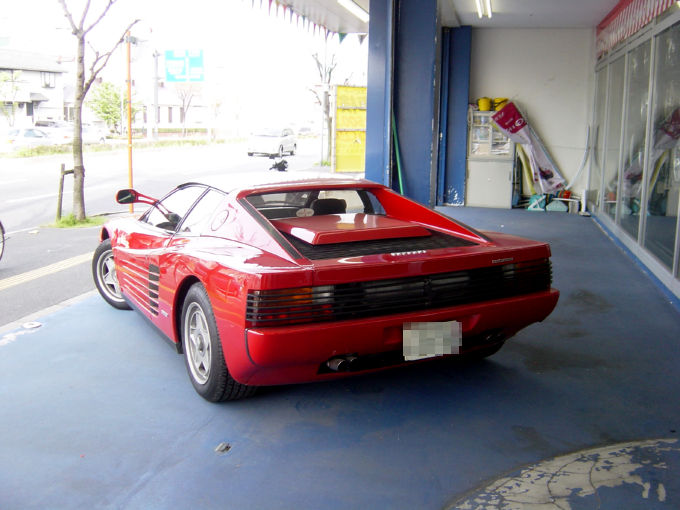
Vista trasera

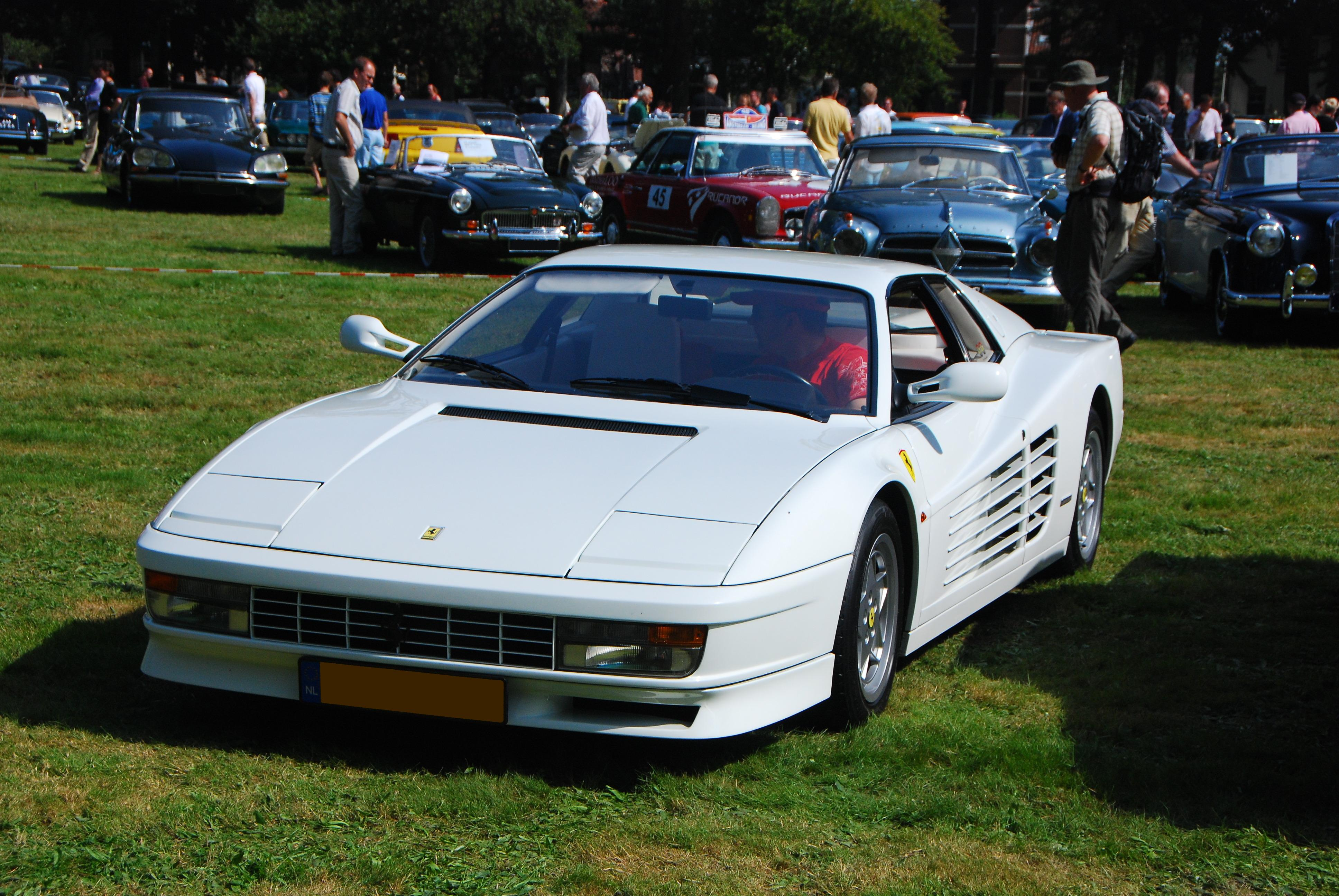
En el Concurso de la Elegancia de 2008, en Apeldoorn, Países Bajos

El nombre del Testarossa, que en italiano significa "cabeza roja", proviene de la pintura roja en la cabeza plana de su motor de 12 cilindros. Por supuesto, el doble sentido con de este término en relación con mujeres pelirrojas fue intencional; de hecho, Ferrari y Pininfarina utilizaron regularmente términos descriptivos relacionados con el cuerpo de una mujer cuando se describe el estilo de sus coches. 
Las raíces de este coche se remontan al 512 BBi. Ambos comparten la misma plataforma básica, a pesar de que al Testarossa se le instalaron amortiguadores dobles en la parte trasera. Sustituyó en la gama al Ferrari BB 512, también con motor tipo bóxer central. En vez de carburadores como el BB 512, tiene inyección mecánica por cada línea de 6 cilindros, con presión de gasolina a 6 kg (13,2 libras)/cm². El motor era muy similar, a pesar de que tiene 4 válvulas por cilindro. Una importante diferencia es la mecánica del radiador, ya que el BB 512 tiene un único radiador en la parte delantera, mientras que el Testarossa tiene un par de extractores más pequeños a cada lado por delante de las ruedas traseras. Ello exigía el distintivo lateral montado y las tomas de aire, así como la amplia carrocería. También ha contribuido en la reducción de la temperatura de la cabina, ya que las mangueras del radiador no se ejecutan en virtud de este. Aunque el Testarossa tuvo éxito en la carretera, no apareció en circuitos, a diferencia del 512 BBi.
En total fueron producidos 7,177 vehículos, por lo que lo convierte en uno de los modelos de Ferrari más comunes, a pesar de su elevado precio y exótico diseño.
Su precio en los Estados Unidos era de US$181 000 (equivalente a $444 896 en 2023) en 1989, incluidos US$2700 (equivalente a $6637 en 2023) de impuesto por su alto consumo de combustible, mientras que en el Reino Unido era de 62 666 ₤.
Se convirtió en un sinónimo de los años 80 y en la actualidad desempeña una parte de la cultura retro de esa década. Esta popularidad hace de este modelo unos de los buques insignia de Ferrari, a pesar de su desaparición a mediados de los años 90. Su popularidad hace que al día de hoy sea un modelo muy venerado por los fanáticos de la marca italiana, haciéndolo comparable con los modelos Lamborghini Diablo y Porsche 911, por lo que ha ganado muchos admiradores, realizando bastantes pruebas de comparación entre sí.
En aquella época, quería ser la versión del F1 para carretera, considerando que su velocidad de casi 196 mph (315 km/h) es excepcional para su década. No precisaba de spoiler, ya que el parabrisas era tan atrasado e inclinado, que hacía de alerón central. Lograba una aceleración desde parado al 1/4 de milla (402 m) en 13.3 segundos a 107 mph (172 km/h), de 0 a 1 km (0 a 0,6 milla) en 24.3 segundos y de 0 a 100 mph (0 a 161 km/h) en 11.6 segundos.
El fondo del coche era de chapa plano, para producir un efecto suelo que colabora con la estabilidad del coche a velocidades superiores a los 200 km/h (124 mph). Quizás su escasa altura con respecto al suelo le ha quitado facilidad de maniobra en entradas de estacionamientos, carreteras secundarias, baches, gasolineras, entre otros y los clientes se han volcado a los nuevos modelos más cortos y altos.

## 512 TR
El 512 TR fue una evolución del Testarossa, iniciando su producción en 1991. El interior fue rediseñado para incrementar el confort y la ergonomía al tener un amplio habitáculo, mientras que en el exterior se mejoró la aerodinámica. Fue el primer Ferrari biplaza pensado para que adultos de más de 1,8 m (5' 1029/32") pudieran viajar sin problemas. Tanto el volante, como el panel de instrumentos también fueron actualizados. Los asientos también pasaban a ser más envolventes, con lo que se aumentaba el confort para los pasajeros.
Junto a las grandes entradas de aire en ambos laterales de la carrocería, también mantenía los faros escamoteables. Contaba con nuevos rines de aleación más ligeros y un alerón trasero más grande y la parte baja en el mismo color que el resto de la carrocería, que dejaba de contrastar en color negro y adoptó un diseño más moderno y acorde con los años 90. Se trató de un importante rediseño en el que se suavizaron múltiples aspectos con respecto del Testarossa. También adoptó pilotos traseros oscurecidos, mientras que en el resto de la parte trasera destacaba más todavía la rejilla de la cubierta del motor parcialmente de color negro y, a su vez, se camuflaban mejor los grupos ópticos.
Su potencia máxima aumentaba de 390 CV (385 HP; 287 kW) a las 6300 rpm hasta 428 CV (422 HP; 315 kW) a las 6750 rpm, mientras que el par máximo bajó ligeramente de 490 N·m (361 lb·pie) a las 4500 rpm hasta 488 N·m (360 lb·pie) a las 5500 rpm, con una línea roja que superaba las 7000 rpm. Las mejoras se lograron gracias a la instalación de un sistema de escape rediseñado y un nuevo sistema de inyección electrónica Motronic, dejando atrás la inyección mecánica K-Jetronic. También contaba con pistones más ligeros, válvulas de mayor diámetro y árbol de levas modificado. Ha sido el último GT de Ferrari con motor sobre el eje trasero. No era solamente más potente y elegante, sino que también estaba diseñado para cumplir con las estrictas regulaciones del mercado estadounidense. El motor se montó unos 30 mm más abajo para mejorar el centro de gravedad y optimizar el momento polar de inercia, además de mejorar la rigidez estructural. Las prestaciones eran superiores, ya que su velocidad máxima llegaba a 313,8 km/h (195 mph) y la aceleración de 0 a 100 km/h (0 a 62 mph) quedaba en 4.8 segundos. Su producción total fue de aproximadamente 2,261 unidades entre 1991 y 1994.

## 512 M
En 1994 debutó el F512 M (la letra corresponde a «modificado»), que perdió sus característicos faros emergentes a causa de las nuevas normas de seguridad y ganó cuatro luces traseras redondas. El motor llevaba bielas de titanio y una mayor relación de compresión. Es el más fácil de pilotar de los tres y representó un refinamiento táctil y gratificante de un arquetipo de V12 central que, posteriormente, daría paso al formato delantero en el 550 Maranello de 1996.
Era el único de la serie que no lleva el nombre de Testarossa, ya que la "M" era de "modificado", como algunos deportivos del pasado. Sufrió de pequeños, pero importantes cambios estéticos, así como numerosas evoluciones técnicas. Fue presentado en el Salón del Automóvil de París en octubre de 1994, definido como "el Testarossa más evolucionado" y, al mismo tiempo, también el último coche de la firma en estar equipado con el V12 a 180°. En comparación con el 512 TR, su V12 pasó a denominarse F113 G, pero con pequeñas medidas de ahorro de peso, entre las que destacaban un nuevo cigüeñal más ligero con pistones forjados y un nuevo sistema de escape de acero inoxidable. Con todas estas mejoras, pesaba 130 kg (287 libras) menos que el 512 TR, de los cuales 60 kg (132 libras) fueron ahorrados solamente por el V12, con una relación de compresión aumentada de 10.0:1 a 10.4:1, elevando así la potencia de 428 a 440 CV (422 a 434 HP) (315 a 324 kW) a las 6750 rpm, con lo que era capaz de acelerar de 0 a 100 km/h (0 a 62 mph) en 4.68 segundos, es decir, unas 15 décimas menos que el modelo anterior, desde parado al 1/4 de milla (402 m) en 12.7 segundos, de 0 a 1 km (0 a 0,6 milla) en 22.7 segundos y una velocidad máxima de 315 km/h (196 mph).
Finalmente, estaba equipado con sistema de frenos ABS de serie. La parte delantera tenía una parrilla rediseñada y más redondeada, así como un nuevo carenado de faros expuestos con una cubierta de plexiglás, que sustituía a los tradicionales faros escamoteables. En la parte trasera, la parrilla más corta tenía nuevos pares de faros circulares sin cubiertas, mientras que los rines de aleación de 18 pulgadas (45,7 cm) eran de nuevo diseño helicoidal de cinco radios.
Su producción total finalizó con 500 unidades y siendo considerado como el más raro y exclusivo de los modelos en la historia de la familia Testarossa.

## Especificaciones
Tiene un motor plano de 12 cilindros en V a 180° (no confundir con motor bóxer), es decir, técnicamente un motor V12 a 180° con cigüeñal plano y cilindros horizontalmente opuestos, montado longitudinalmente en posición central-trasera.

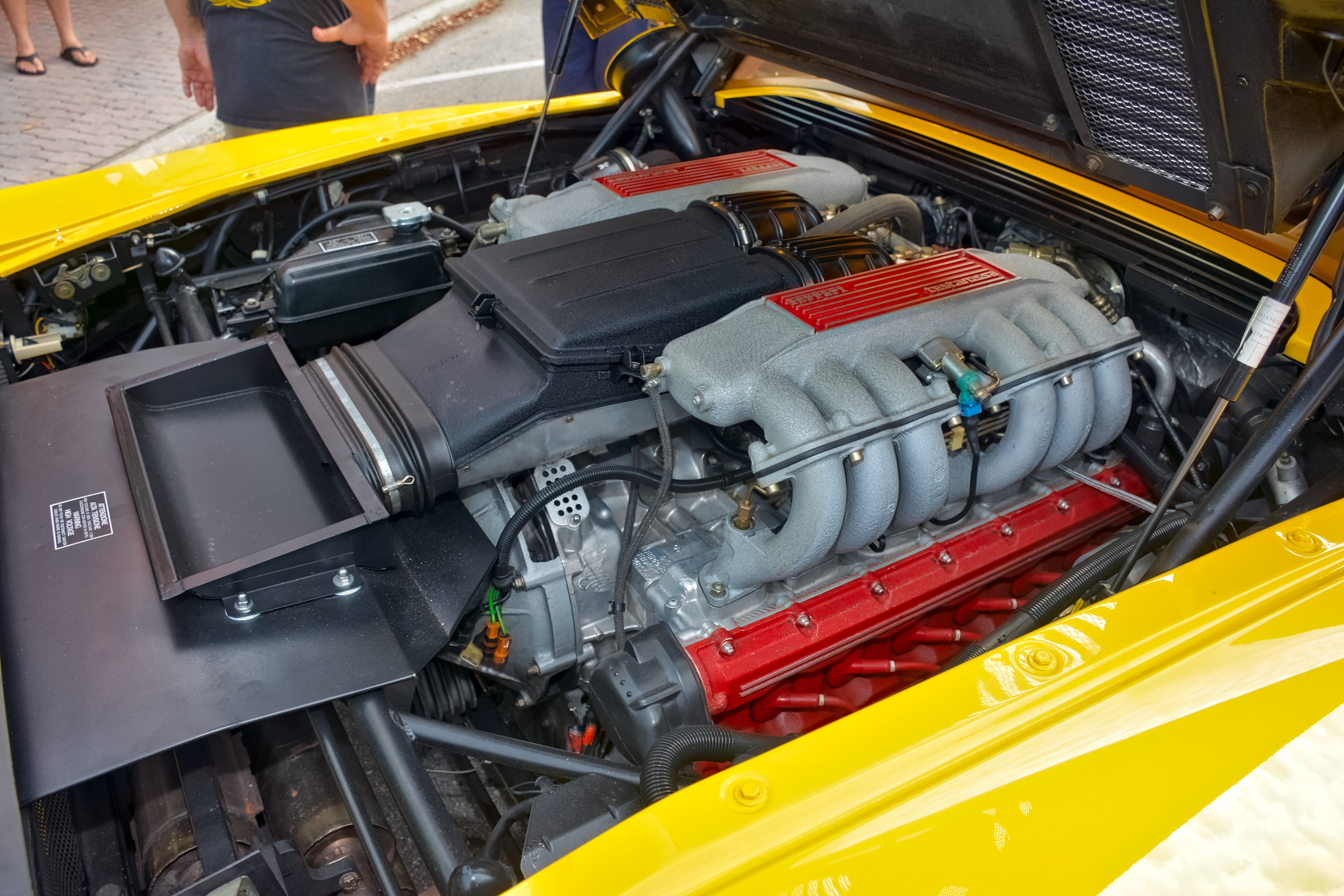
Motor de un Testarossa de 1990

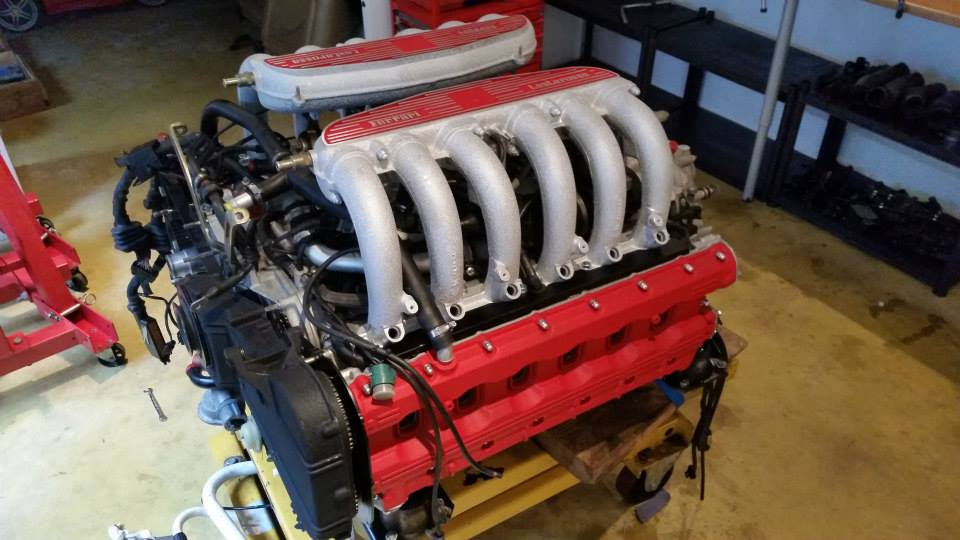
Motor de un 512 TR

| Variantes:                          | Testarossa | 512 TR                                                   | 512 M                                                    |
| ----------------------------------- | --- | -------------------------------------------------------- | -------------------------------------------------------- |
| Materiales del motor                | Bloque y cabezas de aluminio                                                                                        | Bloque y cabezas de aluminio                             | Bloque y cabezas de aluminio                             |
| Distribución                        | DOHC 4 válvulas por cilindro (48 en total)                                                                          | DOHC 4 válvulas por cilindro (48 en total)               | DOHC 4 válvulas por cilindro (48 en total)               |
| Diámetro x carrera                  | 82 x 78 mm (3,23 x 3,07 pulgadas)                                                                                   | 82 x 78 mm (3,23 x 3,07 pulgadas)                        | 82 x 78 mm (3,23 x 3,07 pulgadas)                        |
| Sistema de lubricación              | Cárter seco | Cárter seco                                              | Cárter seco                                              |
| Encendido                           | Electrónico Marelli Microplex con una bujía por cilindro                                                            | Electrónico Marelli Microplex con una bujía por cilindro | Electrónico Marelli Microplex con una bujía por cilindro |
| Aspiración                          | Naturalmente aspirado                                                                                               | Naturalmente aspirado                                    | Naturalmente aspirado                                    |
| Alimentación                        | Inyección mecánica Bosch K-Jetronic                                                                                 | Inyección electrónica Bosch Motronic M2.7                | Inyección electrónica Bosch Motronic M2.7                |
| Relación de compresión              | 9.3:1 | 10.0:1                                                   | 10.4:1                                                   |
| Potencia máxima                     | 390 CV (385 HP; 287 kW) @ 6300 rpm (Europa) 380 HP (385 CV; 283 kW) @ 5750 rpm (EE. UU. con convertidor catalítico) | 428 CV (422 HP; 315 kW) @ 6750 rpm                       | 440 CV (434 HP; 324 kW) @ 6750 rpm                       |
| Par máximo                          | 490 N·m (361 lb·pie) @ 4500 rpm                                                                                     | 488 N·m (360 lb·pie) @ 5500 rpm                          | 500 N·m (369 lb·pie) @ 5500 rpm                          |
| Potencia específica                 | 78,9 CV/litro | 86,6 CV/litro                                            | 89,0 CV/litro                                            |
| Capacidad del tanque de combustible | 100 litros (26,4 galAm)                                                                                             | 100 litros (26,4 galAm)                                  | 110 litros (29,1 galAm)                                  |
| Embrague                            | Platos gemelos | Disco único                                              | Disco único                                              |
| Peso                                | 1506 kg (3320 libras)                                                                                               | 1590 kg (3505 libras)                                    | 1473 kg (3247 libras)                                    |

| 1.ª   | 2.ª   | 3.ª   | 4.ª   | 5.ª   | Reversa | Final |
| ----- | ----- | ----- | ----- | ----- | ------- | ----- |
| 2.916 | 1.882 | 1.421 | 1.087 | 0.816 | 2.428   | 3.452 |

## En la cultura popular

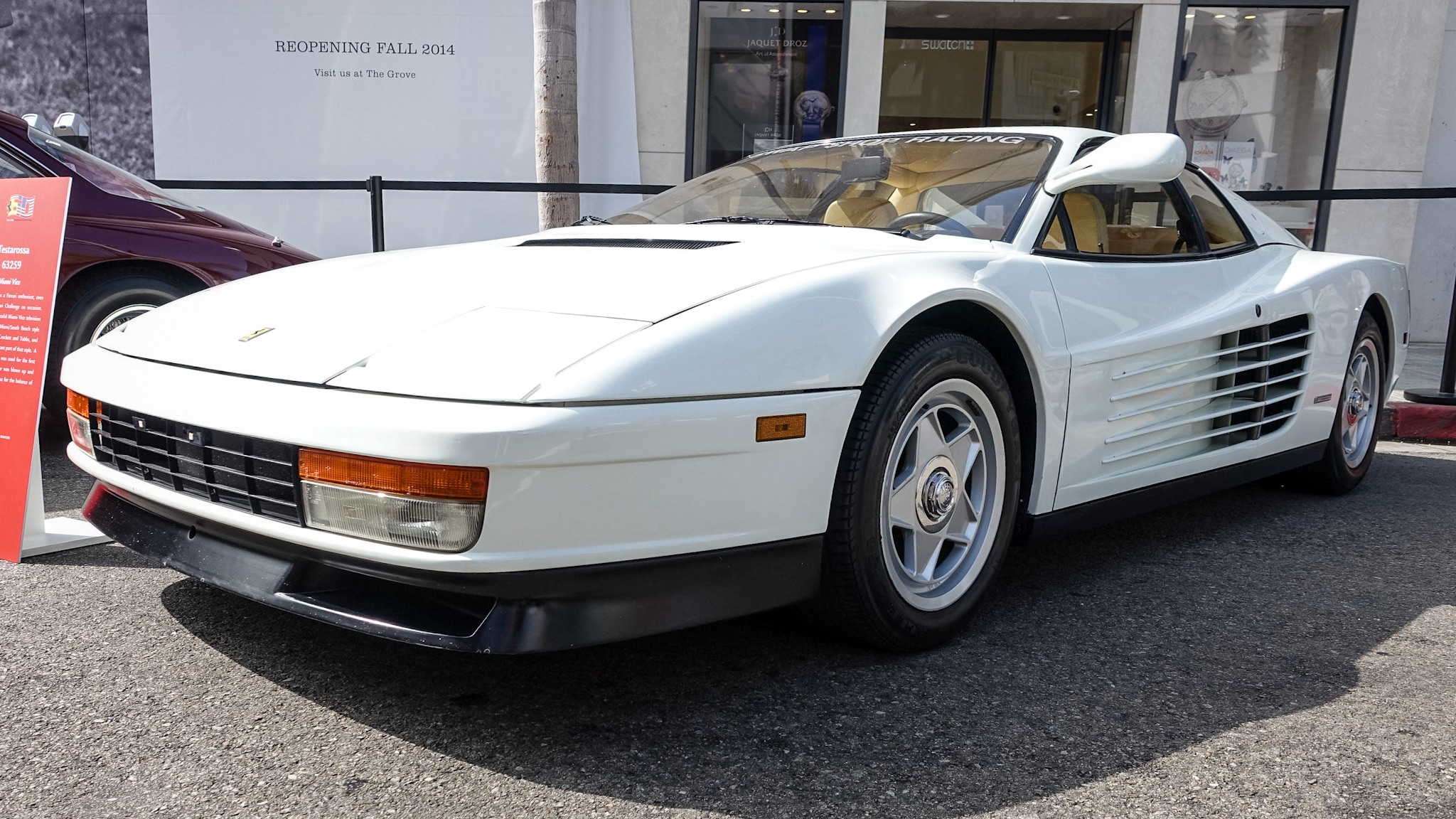
Modelo blanco usado en la serie de TV Miami Vice.

En la década de 1980, un Ferrari Daytona negro apareció prominentemente en las dos primeras temporadas de la popular serie de televisión de la NBC Miami Vice, en el que James "Sonny" Crockett y Ricardo Tubbs viajaban a bordo, que en realidad era una réplica construida sobre un chasis de Chevrolet Corvette. Los falsos Daytona fueron eliminados de la serie y Enzo Ferrari envió dos modelos Testarossa de 1986 inéditos. Cuando Enzo vio el Daytona negro, se convenció de que las escenas nocturnas no favorecían al coche, por lo que el nuevo vehículo para dicha serie fue producido en blanco. Las réplicas al ser retiradas al principio de la tercera temporada, fueron reemplazados por dos modelos Testarossa donados por Ferrari, el más nuevo modelo y buque insignia de la compañía en ese momento. El equipo de la serie utilizó un coche similar al Testarossa para las escenas de acción de doblaje. Carl Roberts, quien había trabajado con el Daytona, se ofreció para construir el coche de las escenas de riesgo. Roberts decidió utilizar un De Tomaso Pantera de 1972, que tenía la misma distancia entre ejes que el Testarossa y encajaba a la perfección. También fue modificado para soportar el uso diario y continuó hasta su última temporada.
Ha aparecido 10 veces en la portada de la revista Road & Track entre diciembre de 1984 y julio de 1989.
También aparece en las sagas de varias franquicias de videojuegos de carreras, tales como: Out Run, Need for Speed, Forza, Gran Turismo, Grand Theft Auto bajo el nombre "Cheetah", entre otros.